# Douglas Hartree
Douglas Rayner Hartree FRS (Cambridge, 27 de março de 1897 – Cambridge, 12 de fevereiro de 1958) foi um matemático e físico inglês, professor da Cátedra Beyer de Matemática Aplicada.

## Carreira
Suas investigações mais significativas foram em análise numérica com aplicação à física atômica e a construção de um analisador diferencial usando Meccano. Em 1929 tornou-se professor na Universidade de Manchester e em 1946 na Universidade de Cambridge. Um hartree (símbolo Eh) é a unidade atômica de energia.

## Cálculos da estrutura atômica
Em 1921, uma visita de Niels Bohr a Cambridge inspirou Hartree a aplicar suas habilidades numéricas à teoria do átomo de Bohr, pela qual obteve seu Ph.D. em 1926 – seu orientador foi Ernest Rutherford. Com a publicação da equação de Schrödinger no mesmo ano, Hartree pôde aplicar seus conhecimentos de equações diferenciais e análise numérica para a nova teoria quântica. Ele derivou as equações de Hartree para a distribuição de elétrons em um átomo e propôs o método de campo auto-consistente para sua solução. As funções de onda desta teoria não satisfizeram o princípio de exclusão de Pauli para o qual Slater mostrou que funções determinantais são necessárias. V. Fock publicou as "equações com troca" agora conhecidas como equações de Hartree-Fock. Estes são consideravelmente mais exigentes computacionalmente, mesmo com os métodos eficientes propostos por Hartree para o cálculo das contribuições cambiais. Hoje, as equações de Hartree-Fock são de grande importância para o campo da química computacional, e são aplicadas e resolvidas numericamente dentro da maioria dos programas da teoria do funcional da densidade usados para cálculos de estrutura eletrônica de moléculas e sistemas de fase condensada.

## Anos de Manchester

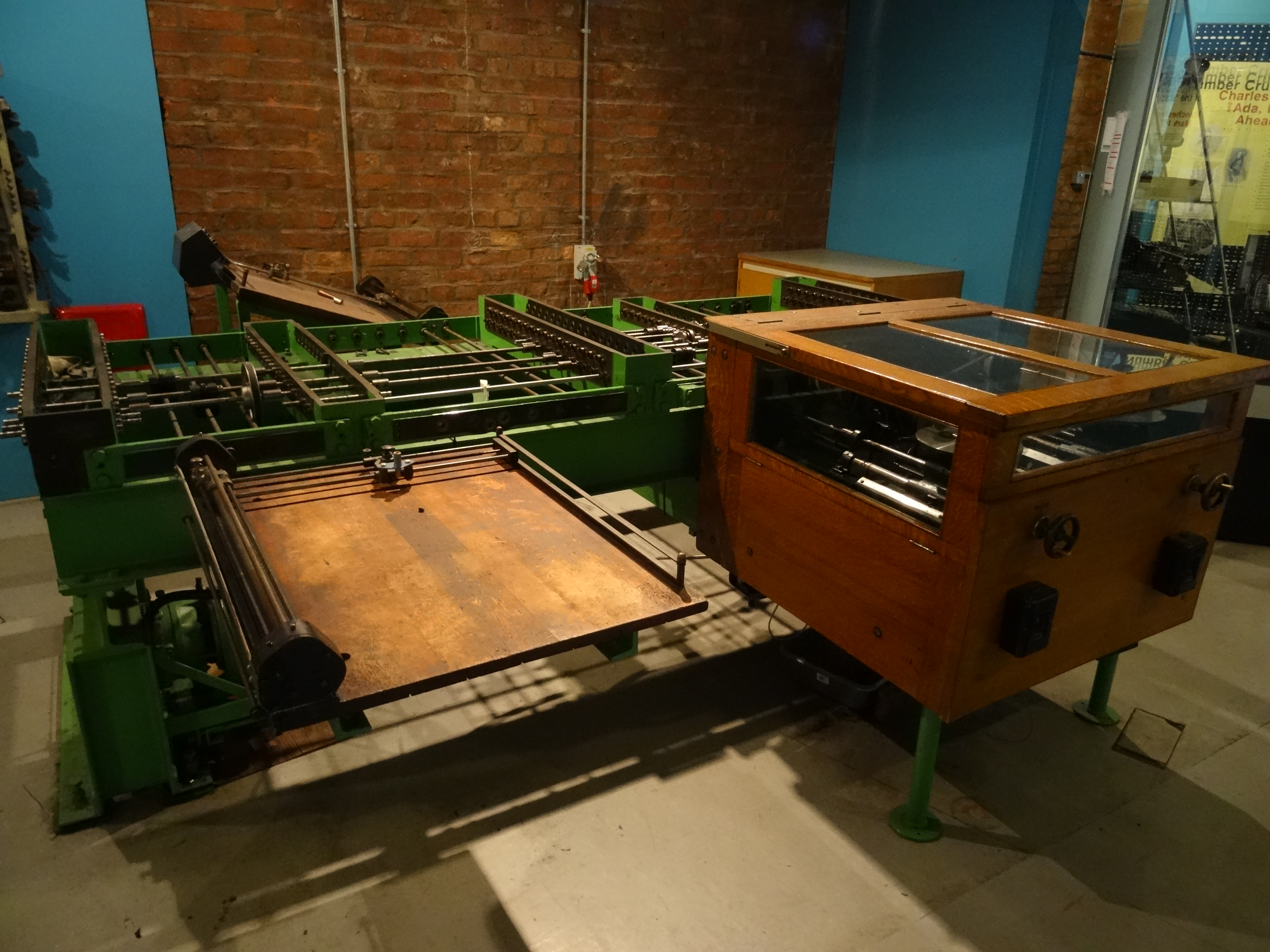
Analisador diferencial projetado por Douglas Hartree, no Museum of Science and Industry em Manchester.

Em 1929, Hartree foi nomeado para a Cátedra Beyer de Matemática Aplicada na Universidade de Manchester. Em 1933, ele visitou Vannevar Bush no Instituto de Tecnologia de Massachusetts e aprendeu em primeira mão sobre seu analisador diferencial. Imediatamente em seu retorno a Manchester, ele começou a construir seu próprio analisador de Meccano. Vendo o potencial para explorar ainda mais seus métodos numéricos usando a máquina, ele convenceu Sir Robert McDougall a financiar uma máquina mais robusta, que foi construída em colaboração com a Metropolitan-Vickers.
A primeira aplicação da máquina, refletindo o entusiasmo de Hartree pelas ferrovias, foi calcular os horários para a London, Midland e Scottish Railway.  Ele passou o resto da década aplicando o analisador diferencial para encontrar soluções de equações diferenciais surgindo na física, incluindo teoria de controle e teoria de camada limite laminar em dinâmica de fluidos, fazendo contribuições significativas para cada um dos campos.
O analisador diferencial não foi adequado para a solução de equações com troca. Quando a publicação de Fock antecipou o trabalho de Hartree sobre equações com troca, Hartree voltou sua pesquisa para a propagação de ondas de rádio que levou à equação de Appleton-Hartree. Em 1935, seu pai, William Hartree, ofereceu-se para fazer cálculos para ele. Os resultados com troca logo se seguiram. Douglas reconheceu a importância da interação de configuração que ele chamou de "superposição de configurações". Os primeiros resultados multiconfiguração Hartree-Fock foram publicados por pai, filho e Bertha Swirles (mais tarde Lady Jeffreys) em 1939.
Por sugestão de Hartree, Bertha Swirles passou a derivar equações com troca de átomos usando a equação de Dirac em 1935. Com o conselho de Hartree, os primeiros cálculos relativísticos (sem troca) foram relatados em 1940 por A. O. Williams, um estudante de R. B. Lindsay.

## Segunda Guerra Mundial
Durante a Segunda Guerra Mundial, Hartree supervisionou dois grupos de computação. O primeiro grupo, para o Ministério do Abastecimento, foi descrito por Jack Howlett como um "job shop" para a solução de equações diferenciais. No início da Segunda Guerra Mundial, o analisador diferencial na Universidade de Manchester foi o único full-size (oito integradores) analisador diferencial no país. Foram feitos arranjos para ter a máquina disponível pelo trabalho de apoio ao esforço de guerra nacional. Com o tempo, o grupo consistia de quatro membros (Jack Howlett, Nicholas R. Eyres, J. G. L. Michel, Douglas Hartree e Phyllis Lockett Nicolson). Os problemas foram submetidos ao grupo sem informações sobre a fonte, mas incluíram o rastreamento automático de alvos, propagação de rádio, explosões subaquáticas, fluxo de calor em aço e a equação de difusão posteriormente encontrada para separação de isótopos. O segundo grupo foi o grupo de pesquisa magnetron de Phyllis Lockett Nicolson, David Copely e Oscar Buneman. O trabalho foi feito para o Comitê de Coordenação do Desenvolvimento de Válvulas auxiliando o desenvolvimento do radar. Um analisador diferencial poderia ter sido usado se mais integradores estivessem disponíveis, então Hartree criou seu grupo como três "CPUs" para trabalhar em calculadoras de mesa mecânicas em paralelo. Para um método de solução, ele selecionou o que hoje é uma simulação clássica de partículas. Hartree nunca publicou nenhuma de suas descobertas de pesquisa magnetron em periódicos, embora ele tenha escrito numerosos relatórios secretos altamente técnicos durante a guerra.
Em abril de 1944, um comitê que incluía Hartree recomendou que uma seção matemática fosse criada dentro do National Physical Laboratory (NPL). Em Outubro, esta recomendação foi posta em prática, tendo como dois primeiros objetivos a investigação da possível adaptação de equipamentos telefónicos automáticos a equipamentos científicos e o desenvolvimento de dispositivos informáticos electrónicos adequados à computação rápida. Suspeita-se que alguns membros já conheciam o computador Colossus. John R. Womersley (bête noire de Turing) foi o primeiro diretor. Em fevereiro de 1945 ele fez uma turnê de dois meses por instalações de computação nos EUA, incluindo uma visita ao ENIAC (ainda não completo). Ele se familiarizou com rascunhos do famoso relatório EDVAC de junho de 1945 de von Neumann. Cerca de dois meses depois, Hartree também foi ver o ENIAC, então não conhecido publicamente.

## Últimos anos e obra
Em fevereiro de 1946, Max Newman (que tinha estado envolvido no computador Colossus) apresentou um pedido à Royal Society para fundos para iniciar a tarefa de construir um computador de uso geral na Universidade de Manchester. A Royal Society encaminhou o pedido a Hartree e C.G. Darwin, diretor do NPL, para aconselhá-los. Hartree recomendou a concessão, mas Darwin se opôs alegando que a ACE de Turing na NPL seria suficiente para atender às necessidades do país. Mas a visão de Hartree venceu e os desenvolvimentos de Manchester na computação foram iniciados.
Hartree fez mais trabalhos em sistemas de controle e esteve envolvido na aplicação inicial de computadores digitais, aconselhando os militares dos EUA sobre o uso do ENIAC para calcular tabelas balísticas. No verão de 1946, Hartree fez sua segunda viagem ao ENIAC como uma avaliação de sua aplicabilidade a uma ampla gama de ciências, quando se tornou o primeiro civil a programá-lo. Para isso, ele selecionou um problema envolvendo o fluxo de um fluido compressível sobre uma superfície, como o ar sobre a superfície de uma asa viajando mais rápido do que a velocidade do som.
No final de 1945 ou muito cedo em 1946, Hartree informou Maurice Wilkes, da Universidade de Cambridge, sobre os desenvolvimentos comparativos da computação nos EUA que ele tinha visto. Wilkes, então, recebeu um convite da Moore School of Electrical Engineering (os construtores do ENIAC) para participar de um curso sobre computadores eletrônicos. Antes de partir para isso, Hartree foi capaz de informá-lo mais detalhadamente sobre o ENIAC. Foi no barco que Wilkes planejou o projeto original do EDSAC, que entraria em operação em maio de 1949. Hartree trabalhou em estreita colaboração com Wilkes no desenvolvimento do uso da máquina para uma ampla gama de problemas e, mais importante, mostrou aos usuários de várias áreas da universidade como eles poderiam usá-la em seu trabalho de pesquisa.
Hartree retornou a Cambridge para assumir o cargo de professor de física matemática de Plummer em 1946. Em outubro, ele deu uma palestra inaugural intitulada "Máquinas de Calcular: Desenvolvimentos Recentes e Prospectivos e seu impacto na Física Matemática". Isso descreveu o ENIAC e o trabalho que Hartree havia feito nele. Ainda em 1946, dois anos antes de a computação eletrônica de programação armazenada se tornar uma realidade, Hartree viu a necessidade do uso de sub-rotinas. Sua palestra inaugural terminou com uma olhada no que os computadores podem fazer. Ele disse: ".. há, compreendo, muitos problemas de interesse e importância económica, médica e sociológica à espera de estudo que, neste momento, não podem ser realizados devido à formidável carga de computação envolvida".
Em 7 de novembro de 1946, o The Daily Telegraph, tendo entrevistado Hartree, citou-o dizendo: "As implicações da máquina são tão vastas que não podemos conceber como elas afetarão nossa civilização. Aqui você tem algo que está tornando um campo de atividade humana 1 000 vezes mais rápido. No campo dos transportes, o equivalente ao ACE seria a capacidade de viajar de Londres para Cambridge ... em cinco segundos como uma coisa normal. É quase inimaginável".
A quarta e última grande contribuição de Hartree para a computação britânica começou no início de 1947, quando a empresa de catering da J. Lyons & Co., em Londres, ouviu falar do ENIAC e enviou uma pequena equipe no verão daquele ano para estudar o que estava acontecendo nos EUA, porque eles sentiram que esses novos computadores poderiam ajudar na enorme quantidade de trabalho administrativo e contábil que a empresa tinha que fazer. A equipe se reuniu com o coronel Herman Goldstine no Instituto de Estudos Avançados de Princeton, que escreveu a Hartree contando sobre sua busca. Assim que recebeu esta carta, Hartree escreveu e convidou representantes de Lyon para irem a Cambridge para uma reunião com ele e Wilkes. Isso levou ao desenvolvimento de uma versão comercial do EDSAC desenvolvido pela Lyons, chamado LEO, o primeiro computador usado para aplicações comerciais de negócios. Após a morte de Hartree, a sede da LEO Computers foi renomeada Hartree House. Isso ilustra até que ponto Lyons sentiu que Hartree havia contribuído para seu novo empreendimento.
A última contribuição famosa de Hartree para a computação foi uma estimativa, em 1950, da demanda potencial por computadores, que era muito menor do que acabou sendo o caso: "Temos um computador aqui em Cambridge, um em Manchester e outro no NPL. Suponho que deveria haver um na Escócia, mas isso é tudo." Tais subestimações do número de computadores que seriam necessários eram comuns na época.
A última aluna de doutorado de Hartree em Cambridge, Charlotte Froese Fischer, tornou-se conhecida pelo desenvolvimento e implementação da abordagem multiconfiguração Hartree-Fock (MCHF) para cálculos de estruturas atômicas e por sua previsão teórica sobre a existência do íon cálcio negativo.

## Livros
- Hartree, D. R. (1949). Calculating Instruments and Machines. Urbana: University of Illinois Press (also (1950) Cambridge University Press)
- Hartree, D. R. (1952). Numerical Analysis. [S.l.]: Oxford University Press
- Hartree, D. R. (1957). The calculation of Atomic Structures. New York: Wiley & Sons
- Hartree, D. R. (1984). Calculating Machines: Recent and prospective developments and their impact on Mathematical Physics and Calculating Instruments and Machines. Col: The Charles Babbage Institute reprint series for the History of Computing. 6. Cambridge, USA: MIT Press